# Konferencja w Dżubie
Konferencja w Dżubie (ang. Juba Conference) − spotkanie delegatów brytyjskich i sudańskich w czerwcu 1947 roku, odbywające się w Dżubie na południu Sudanu.
Wielka Brytania zorganizowała konferencję w celu połączenia północnej i południowej części Sudanu w jeden podmiot polityczny. Do tego czasu obie części były traktowane przez Brytyjczyków jako dwie odrębne kolonie.
Północny Sudan był zamieszkany przez Arabów, miał dość dobrze zorganizowaną infrastrukturę polityczną i gospodarczą. Północ była zdominowana przez islam, a społeczeństwo stosunkowo dobrze wykształcone. Sudan Południowy zamieszkany był przez liczne plemiona, głównie nilockie, które wyznawały chrześcijaństwo i animizm. Z ekonomicznego punktu widzenia był to region zacofany w stosunku do Północy.
Konferencja w Dżubie ustanowiła Sudan jednym organizmem politycznym, pomimo zastrzeżeń przedstawicieli Południa, którzy obawiali się dominacji lepiej rozwiniętej Północy.
Na konferencji odrzucono także pomysł połączenia Południa z Ugandą.